# Текнонім
Текно́нім (дав.-гр. τέκνον «дитина» + ὄνομα «ім'я») — різновид особистого імені, яка присвоюється батькові на ім'я дитини. За принципом найменування текнонім тим самим протилежний патроніму, що передається від батька, і матроніму, що передається від матері.
Термін був вперше введений антропологом Едвардом Бернеттом Тайлором у статті 1889 року. У арабів аналогічне явище (частина особистого імені) відоме як кунья.

## Культури, що використовують текноніми
- У австронезійців:
  - кокосові малайці на Кокосових островах (батьки іменуються на ім'я свого первістка)[3]
  - балійці[4]
  - бецілео на Мадагаскарі[5]
  - ментавайці в Индонезії[6]
  - ямі на Тайвані[7]
- Араби: наприклад, якщо у саудійця на ім'я Хасан старшого сина назвали Зайн, куньєю Хасана стане Абу Зайн (буквально «батько Зайна»), мати первістка на ім'я Малік буде відома як Умм Малик тощо.
- В Азії:
  - корейці: наприклад, мати дитини на ім'я Су-Мін (Su-min) може бути відома як Su-min Eomma («мати Су-Мін»)[2]
  - чини: вживання текноніму обов'язково при зверненні дитини до старшого та переважно при зверненні дорослого до старшого за віком або за становищем; описаний випадок, коли одружену людину, яка не має дітей, називали «Батько без імені»[8]
- В Африці:
  - суахілі в Танзанії та Кенії[9]
- В Амазонії[10]
- Корінні народи Північної Америки[11]:
  - тлінкіти: текноніми утворюються шляхом додавання до імені дитини слів «іш» (батько) або «тла» (мати)
  - північні атапаски[12]
  - хайда на островах Хайда-Гваї: у них при народженні дитини мінялося ім'я не тільки батька та матері, але також діда та баби.